# Selinum broteri
Selinum broteri é uma espécie de planta com flor pertencente à família Apiaceae.
A autoridade científica da espécie é Hoffmanns. & Link, tendo sido publicada em Fl. Portug. 2: 428 (1820-34).

## Portugal
Trata-se de uma espécie presente no território português, nomeadamente em Portugal Continental.
Em termos de naturalidade é nativa da região atrás indicada.

## Protecção
Não se encontra protegida por legislação portuguesa ou da Comunidade Europeia.